# Кузнецкий драматический театр
 Кузнецкий городской драматический театр  — российский и советский театр драмы, существовавший в 1898-1966 годах.

## История
Автором проекта и архитектором здания театра был начальник участка Сызрано-Вяземской железной дороги инженер Платицын.
Открыт 27 июля 1898 года как любительский летний театр по инициативе либеральной интеллигенции на средства, собранные по подписке, и пожертвования местных предпринимателей. В день открытия на его сцене играли пьесу А. Н. Островского «Бедность не порок». Работой театра руководил Совет старшин драматического кружка, председателем был Н. А. Соколов. В неделю давались 1-2 спектакля.
27 июня 1904 года на спектакле театра присутствовал губернатор Саратовской губернии П. А. Столыпин, который приехал в Кузнецк для встречи императора Николая II.
16 декабря 1911 года, после постройки каменного здания вместо деревянного, был открыт профессиональный зимний театр в Народном доме имени царя-освободителя Александра II. В 1912 году в театре были заняты 10-12 актёров, даны 140 спектаклей, обслужено 140 тысяч зрителей. В 1913 году при театре открыта бесплатная библиотека-читальня. До революции 1917 года работой театра ведал Совет старейшин. Декретом Совета народных комиссаров от 20 августа 1918 года театр был национализирован и передан в ведение уисполкома, который поручил эксплуатацию здания «обществу безработных членов союза работников искусств». 
В 1923 году труппу возглавил Г. М. Уваров, ведущей актрисой стала А. В. Данилина. На кузнецкой сцене начал развиваться талант Бориса Тенина, ставшего затем известным актёром театра и кино. Ещё ребёнком он играл в спектаклях небольшие роли. В тридцатые годы XX века Кузнецкий театр работал как театр колхозно-совхозного типа. С 1 октября 1939 года он стал городским драматическим театром.
В 1941 году Кузнецкий драмтеатр должен был гастролировать в областном центре, но из-за начавшейся войны гастроли отменили. 18 июля 1941 года решением облисполкома театр был расформирован, его имущество передано Сердобскому театру. Однако вскоре это решение было отменено, и театр стал готовиться к новым постановкам.
20 сентября 1941 года театр открыл свой первый военный сезон. Для премьеры была выбрана пьеса братьев Тур и Шейнина «Очная ставка». Театр был сформирован из пензенских артистов, а также из артистов Киевского, Фрунзенского, Ржевского и Смоленского театров, эвакуированных в тыловой Кузнецк. 7 октября 1942 года, открывая второй военный сезон, театр показал спектакль по пьесе Симонова «Парень из нашего города», в котором дебютировала Людмила Лозицкая, выпускница кузнецкой школы. В августе 1943 года в помещении театра прошёл городской слёт жён, матерей, сестёр с темой «Роль женщины в Отечественной войне и значение её труда в тылу». Доклад делал первый секретарь горкома партии А. А. Городничев. В годы войны театр шефствовал над воинскими частями, внёс 200 тысяч рублей в фонд обороны.
В 1955 году в здании театра был проведён капитальный ремонт.
В августе 1966 года здание театра сгорело из-за неосторожного обращения с огнём, после чего Кузнецкий драматический театр прекратил существование.

## Известные актёры
- Агеев, Евгений Иванович, народный артист РСФСР;
- Вавилов, Генрих Дмитриевич, заслуженный артист России[5];
- Лозицкая, Людмила Алексеевна, народная артистка РСФСР[6];
- Тенин, Борис Михайлович, народный артист СССР, лауреат Сталинской премии I степени.

## Репертуар
- драма «Василиса Мелентьева» А. Н. Островского (1938);
- комедия «Бедность не порок» А. Н. Островского;
- комедия «Собака на сене» Лопе де Вега;
- комедия «Последняя жертва» А. Н. Островского;
- комедия «Бой бабочек» Зудермана (5 апреля 1922 года)[7];
- оперетта «Баядера» композитора Имре Кальмана;
- оперетта «Сильва» композитора Имре Кальмана;
- пьеса «Платон Кречет» А. Корнейчука;
- пьеса «В степях Украины» А. Корнейчука;
- пьеса «Дети солнца» М. Горького;
- пьеса «Вас вызывает Таймыр» А. А. Галича и К. Ф. Исаева;
- пьеса «Её друзья» В. Розова;
- пьеса «Рабство» Е. А. Зеланд-Дубельт (1907);
- пьеса «Последние» М. Горького;
- пьеса «Сын Отечества» Н. Шаповаленко (1949);
- пьеса «Любовь Яровая» К. Тренёва (1938);
- пьеса «Овод» А. Желябужского;
- сказка «Королевство кривых зеркал» В. Губарева;
- скетч «В шесть часов вечера после войны»;
- спектакль «Парень из нашего города» Константина Симонова (1942);
- спектакль «Очная ставка» братьев Тур и Шейнина;
- трагедия «Коварство и любовь» Фридриха Шиллера (1938).[8]